# Oskar vom Pferdemarkt
Fritz Krüger, bekannt unter dem Namen Oskar vom Pferdemarkt (* 11. April 1902 in Hamburg; † 18. Februar 1969 ebenda), war ein Hamburger Stadtoriginal.

## Leben

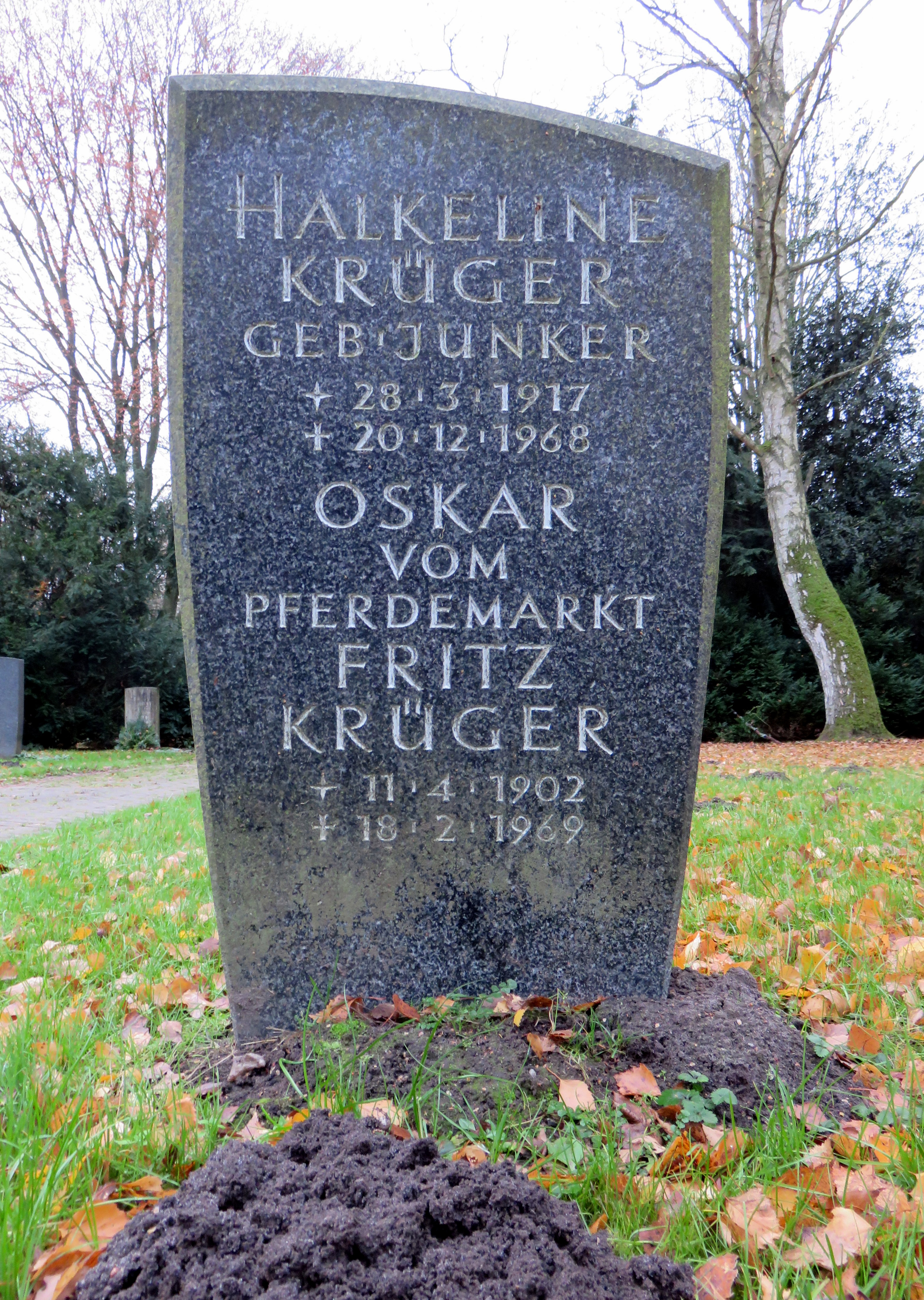
Grab „Oskar vom Pferdemarkt“ auf dem Friedhof Ohlsdorf

Krüger, aufgewachsen in St. Pauli, hatte den Beruf des Maschinenschlossers erlernt, verdiente sich jedoch seit den 1920er Jahren seinen Lebensunterhalt als Straßenhändler. Dank seines Humors, rhetorischen Talents und seiner Schlagfertigkeit wurde er zu einer populären Gestalt und galt in Hamburg als König der Straßenhändler. Der Stammplatz, an dem er seinen Verkaufsstand errichtete, befand sich vor dem Karstadt-Warenhaus am Pferdemarkt, dem heutigen Gerhart-Hauptmann-Platz. Interessenten für Artikel, die er nicht führte, verwies er an die hinter ihm befindliche „Filiale“ und hatte dann die Lacher auf seiner Seite.
1940 wurde Fritz Krüger zum Kriegsdienst eingezogen. Nach seiner Heimkehr nach Hamburg 1945 betrieb er zunächst eine Kantine im Wohnlager im Stadtpark. Als er 1951 schlichtend in einen Streit eingreifen wollte, wurde sein Kehlkopf zertrümmert, so dass er nur noch flüstern konnte und seine sprachlichen Fähigkeiten nicht mehr einzusetzen vermochte. Dennoch war er danach noch als Händler auf dem Hamburger Fischmarkt tätig.
Schon vor seinem Tod im Februar 1969 galt Fritz Krüger als eines der letzten Hamburger Originale. Er ist auf dem Friedhof Ohlsdorf im  Planquadrat Bw 62 nordöstlich vom Prökelmoorteich begraben.